# Monika Obmalko

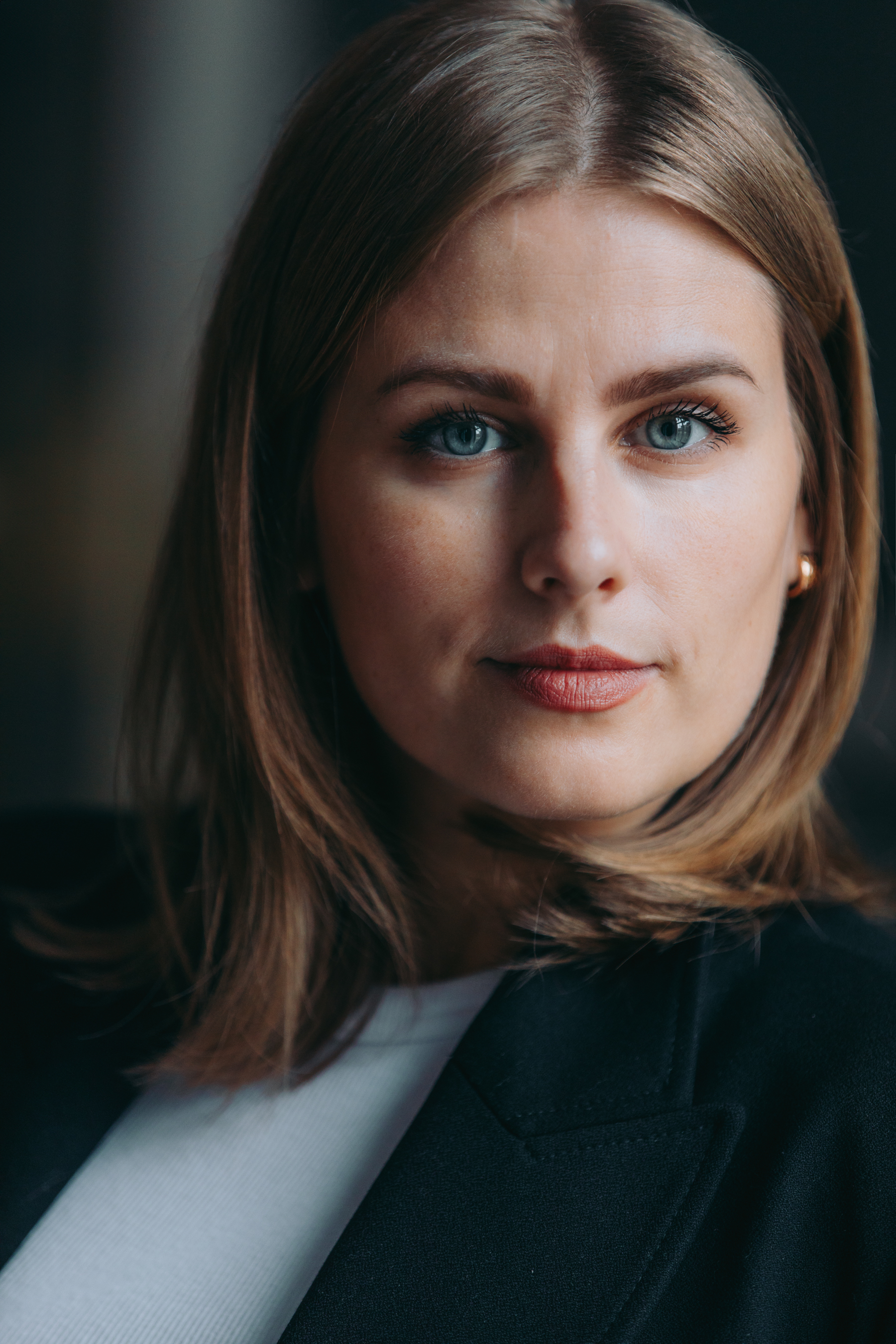
Monika Obmalko

Monika Obmalko (* 10. September 1988 in Berlin) ist eine deutsch-polnische Schauspielerin und Synchronsprecherin.

## Leben
Während ihrer Schulzeit spielte und sang Obmalko Haupt- und Ensemblerollen in verschiedenen Kinderchören in Deutschland und Polen. 2007 absolvierte sie eine Ausbildung an der Staatlichen Ballettschule und Schule für Artistik in Berlin mit der Fachspezialisierung Vertikaltuch und begann danach ein Schauspielstudium an einer Berliner Schauspielschule, das bis 2011 andauerte. Von 2011 bis 2013 tourte sie mit der Band Rumpelstiel durch Deutschland in der Hauptrolle des Musicals „Traumsandorchester“. 2013 hatte sie erste Nebenrollen in David Wnendts Romanverfilmung Feuchtgebiete und in der Daily Soap GZSZ.
Es folgten Schauspiel-Workshops und Weiterbildungen unter anderem bei Nancy Bishop, Tim Garde, Jens Roth und Hendrik Martz. Ab 2015 lebte sie eine Zeitlang in Los Angeles und besuchte dort ebenfalls Schauspielklassen. 2017 übernahm sie eine Episoden-Hauptrolle in der Sat.1-Serie Alles oder Nichts und es folgten die ersten Synchronrollen im Ensemble für diverse Produktionen. 2018 stand sie mit Eugen Bauder und Janina Uhse für den TV Spielfilm Unsere Jungs vor der Kamera und spielte im Spielfilm Kinderüberraschung neben Arnel Taci und Lara Mandoki.
2019 absolvierte Obmalko eine Sprecherausbildung am Institut für Schauspiel, Film- und Fernsehberufe (ISFF) und spricht seitdem regelmäßig Synchron für verschiedene Produktionen. Von 2022 bis 2023 vertonte sie als Sprecherin die Beiträge des Online-Nachrichtenmagazins Promipool.
Ab 2023 stand sie als Werbemodel vor der Kamera in Produktionen wie z. B. „Mcdonalds Monopoly“, „Gabor“, „Drei“(AU), „Autohero“ oder „Ayyildiz“, spielte im Sommer 2023 im Kinofilm „Treasure“ unter der Regie von Julia von Heinz eine Rolle sowie in dem Kurzfilm „Himmel oder Hölle“ von Gregor Kuhlmann. Auch in der ZDF-Serie „Hotel Mondial“ spielte sie 2023 unter der Regie von Jurij Neumann eine Episoden-Rolle.
Monika Obmalko sprach in der Steven-Spielberg-Serie „Masters of the Air“ die Rolle der Paulina, gespielt von der polnischen Schauspielerin Joanna Kulig.